# 음율
음율은 2022년 3월 16일에 데뷔한 크레이프사운드 소속 대한민국의 혼성 인디 듀오이다. 최선율과 최운율로 구성된 듀오는 "청춘의 불완전한 감정에 선율과 운율을 담아 노래한다"라는 의미가 담겨있고, 2022년 시티 팝의 장르 싱글 앨범 《상냥함의 용기》 발매를 시작으로 데뷔하였으며, 이어 《마음의 형태》, 《그 아이가 고백했다》, 《시시한 청춘에 남기는 노래》 등을 발표해 화려한 멜로디로 리스너들의 귀를 사로잡았으며, 첫 번째 EP 《幸福論 (행복론)》으로 "공감형 아티스트"로서의 면모를 여과 없이 보여주었다. 이후 선공개 싱글 《파도혁명》, 《월담소녀》, 《희비교차》, 《푸름애 (靑愛)》를 나란히 발표하며 음악을 통해 전하고자 하는 메시지를 더욱 확고히 했고, 2024년 마침내 정규 1집 《환상설화 (幻想說話)》를 내놓아 인디 신에서 두각을 나타내고 있다. 또한 첫 팬콘인 '눈 맞춤'도 성공리에 마무리했으며 첫 단독 콘서트인 '환상설화 (幻想說話)'에서도 예매가 오픈된지 단 2분만에 전석이 매진되었을 정도로 그 인기를 입증했다.

## 구성원
| 이름   | 소개                                                                         |
| ------ | ---------------------------------------------------------------------------- |
| 최선율 | - 생년월일 : 1997년 8월 6일(27세) - 포지션 : 프로듀싱                        |
| 최운율 | - 생년월일 : 1997년 9월 2일(27세) - 포지션 : 보컬 - 관련활동 : 미야오(MIYAO) |

## 음반 목록
- 정규 음반
  - 2024년 7월 《환상설화 (幻想說話)》
- EP 음반
  - 2023년 6월 《幸福論 (행복론)》

- 디지털 싱글 음반
  - 2022년 3월 《상냥함의 용기》
  - 2022년 6월 《마음의 형태》
  - 2022년 8월 《고마워를 말할테니까》
  - 2022년 9월 《전하고 싶은 건》
  - 2022년 11월 《그 아이가 고백했다》
  - 2023년 2월 《시시한 청춘에 남기는 노래》
  - 2023년 8월 《파도혁명》
  - 2023년 11월 《월담소녀》
  - 2024년 3월 《희비교차》
  - 2024년 5월 《푸름애 (靑愛)》